# خاباروفسك

موقع خاباروفسك كراي في روسيا

خاباروفسك (الروسية: Хабаровск) هي إحدى مدن روسيا في الكيان الفدرالي الروسي خاباروفسك كراي، تقع مدينة خاباروفسك على نهر آمور وتبعد عن الحدود مع جمهورية الصين الشعبية 20 كيلومترا وعن العاصمة موسكو مسافة 6100 كيلومترا بخط مستقيم، مساحتها تزيد عن 386 كيلومترا مربعا ونفوسها حوالي 620 ألف نسمة وتمتد على ضفاف النهر لمسافة تزيد على 45 كيلومتر.
إن مدينة خاباروفسك اليوم هي مركز ضخم للصناعات والنقل والثقافة والتعليم والعلوم في الشرق الأقصى، تعمل قي المدينة أكثر من 100 مؤسسة صناعية كبيرة متخصصة ببناء الآلات والصناعات المعدنية، وكذلك صناعة مواد البناء والمواد الغذائية ومؤسسات الصناعات الخفيفة وغيرها من القطاعات الصناعية.
وتعتبر المدينة من محاور النقل الكبيرة في المنطقة، فمحور خطوط سكك الحديد في المدينة هو الأكبر في المنطقة وميناء المدينة الواقع على نهر آمور من الموانئ الكبيرة على النهر المذكور .

## نبذة عن تاريخ المدينة
يعود تاريخ تأسيس المدينة إلى عام 1858 كحصن عسكري، وسميت باسم الرحالة الروسي يروفي خاباروف من القرن الـ 17 وصل أول عدد من الجنود إلى هذا الحصن عام 1859 وكان معظمهم من المرتزقة أو من المعاقبين عسكريا، وساهم هؤلاء في عمليات البناء حيث وصل عدد المباني المنجزة إلى 167 وحدة سكنية ومحال تجارية ومستودعات عسكرية، لقد ساعد الموقع الجغرافي للحصن على توسع البناء وقدوم مجموعات غير عسكرية للإقامة في هذا المكان إلى جانب الحصن العسكري. ونظراً لتزايد عدد السكان فقد تم افتتاح أول مدرسة عام 1873، وفي عام 1880 أصبحت بلدة كبيرة ومنحت صفة مدينة وأصبحت مركزا لمقاطعة بريمورية.

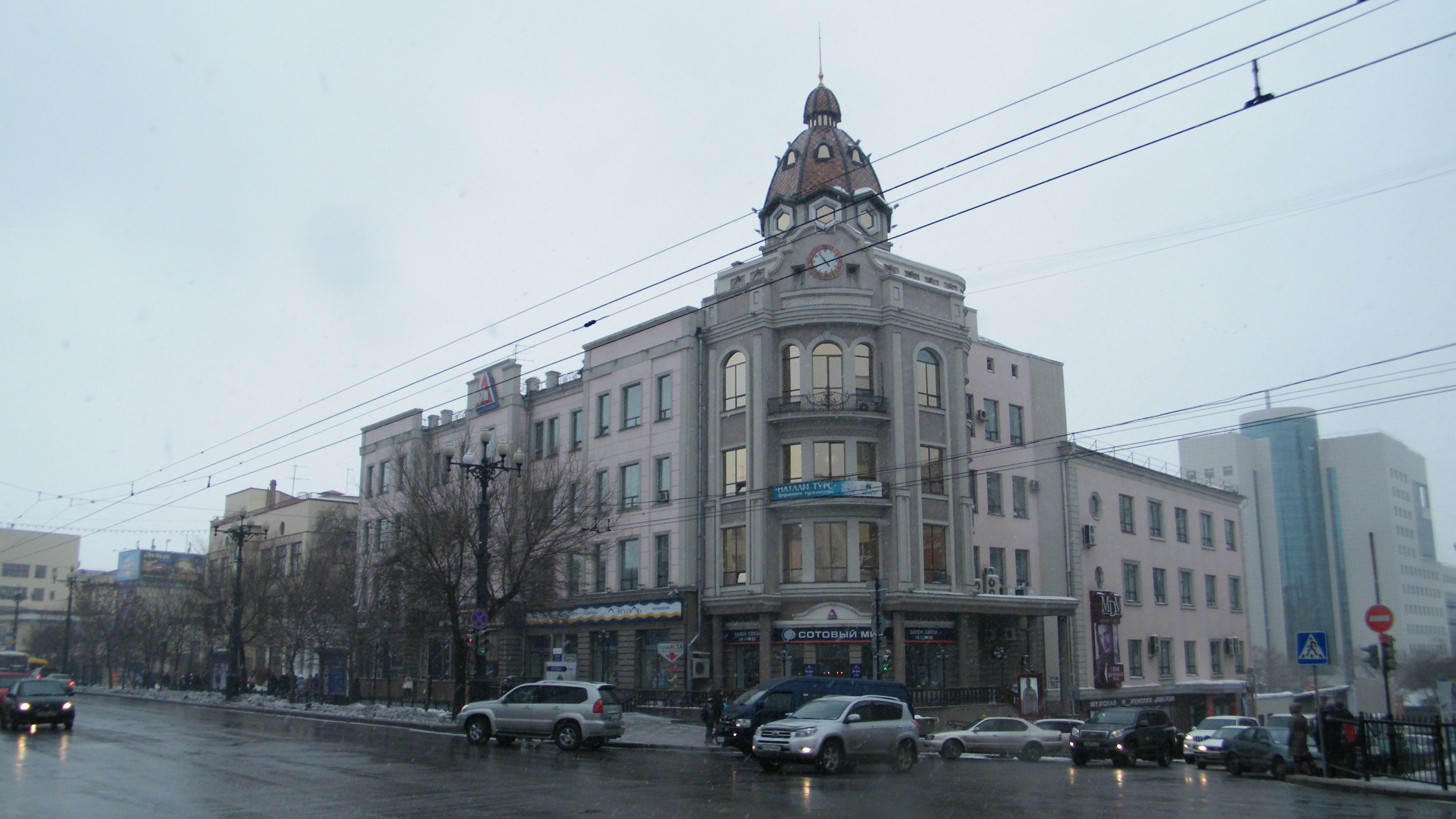
أحد شوارع خاباروفسك

افتتحت في المدينة عام 1895 أول مدرسة مهنية (مدرسة سكك الحديد)، وفي عام 1897 ربطت بخط سكك الحديد مع مدينة فلاديفوستوك. بعد الثورة الروسية (1917) احتلت قطعات من الجيش الأحمر المدينة وأقامت السلطة السوفيات، ولكن بعد نشوب الحرب الأهلية تمكنت قطعات من الحرس الأبيض بمساعدة القوات التشيكية واليابانية من احتلال المدينة في 5 سبتمبر/أيلول عام 1918 حيث بقيت تحت سلطتهم حتى فبراير/شباط عام 1922 .
بعد انتهاء الحرب الأهلية الروسية انضمت المدينة مع جمهورية الشرق الأقصى إلى جمهورية روسيا السوفياتية عام 1922 . ومنذ عام 1926 أصبحت مركزاً لإقليم الشرق الاقصى، وفي عام 1935 باشر أول مصنع لتكرير النفط بالإنتاج بعد الحرب الوطنية العظمى والحرب الروسية اليابانية، واستمر توسع المدينة وازداد تعداد نفوسها وافتتحت فيها مؤسسات صناعية وتعليمية وعلمية وثقافية عديدة.

## المعالم المعمارية والاثرية للمدينة
إن مدينة خاباروفسك غنية بمعالمها المعمارية والتاريخية وكذلك بالنصب والتماثيل التذكارية العديدة التي تزين شوارعها ومتنزهاتها وحدائقها.

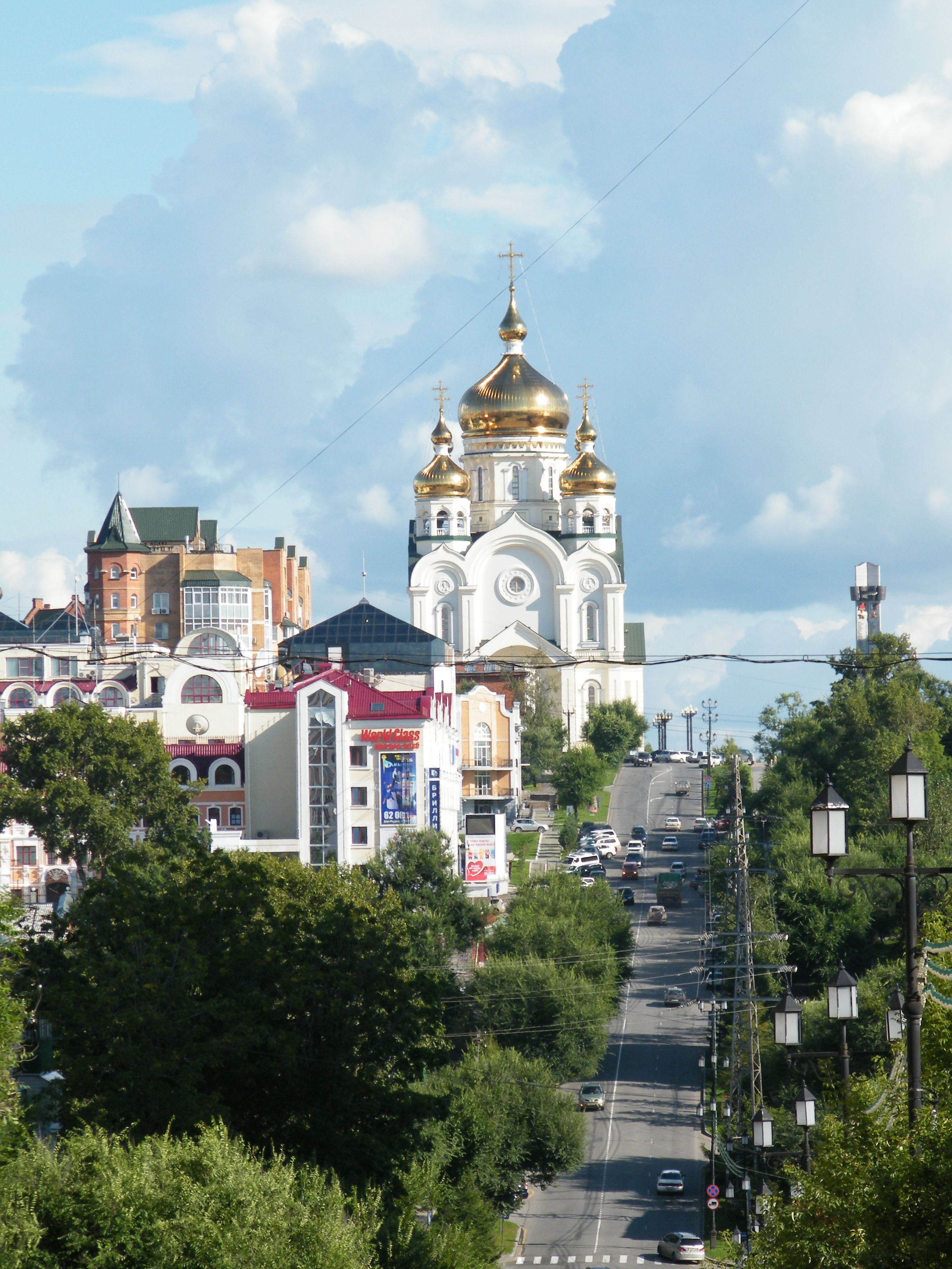
وكاتدرائية التجلي الحديثتين

من بين المعالم المعمارية والتاريخية في المدينة عدد من الكاتدرائيات والكنائس مثل كاتدرائية المبشر إينوكينتي التي تعتبر كاتدرائية المدينة الرئيسية، شيدت الكاتدرائية عام 1870 على طراز كنائس القرن الـ 17، وكاتدرائية صعود العذراء المبنية عام 1886، وكذلك كاتدرائية سيرافيم ساروفسكي وكاتدرائية التجلي الحديثتين، كما مازالت العديد من المباني القديمة قائمتا حتى هذه الأيام. ومن المعالم المشهورة في المدينة ساحة لينين الساحة المركزية للمدينة، تقام على هذه الساحة الاحتفالات الرسمية والشعبية والمهرجانات الموسيقية.

## الوصلات الخارجية
دليل سياحي(بالإنجليزية)